# Queue du cheval
Pour les articles homonymes, voir Queue de cheval.

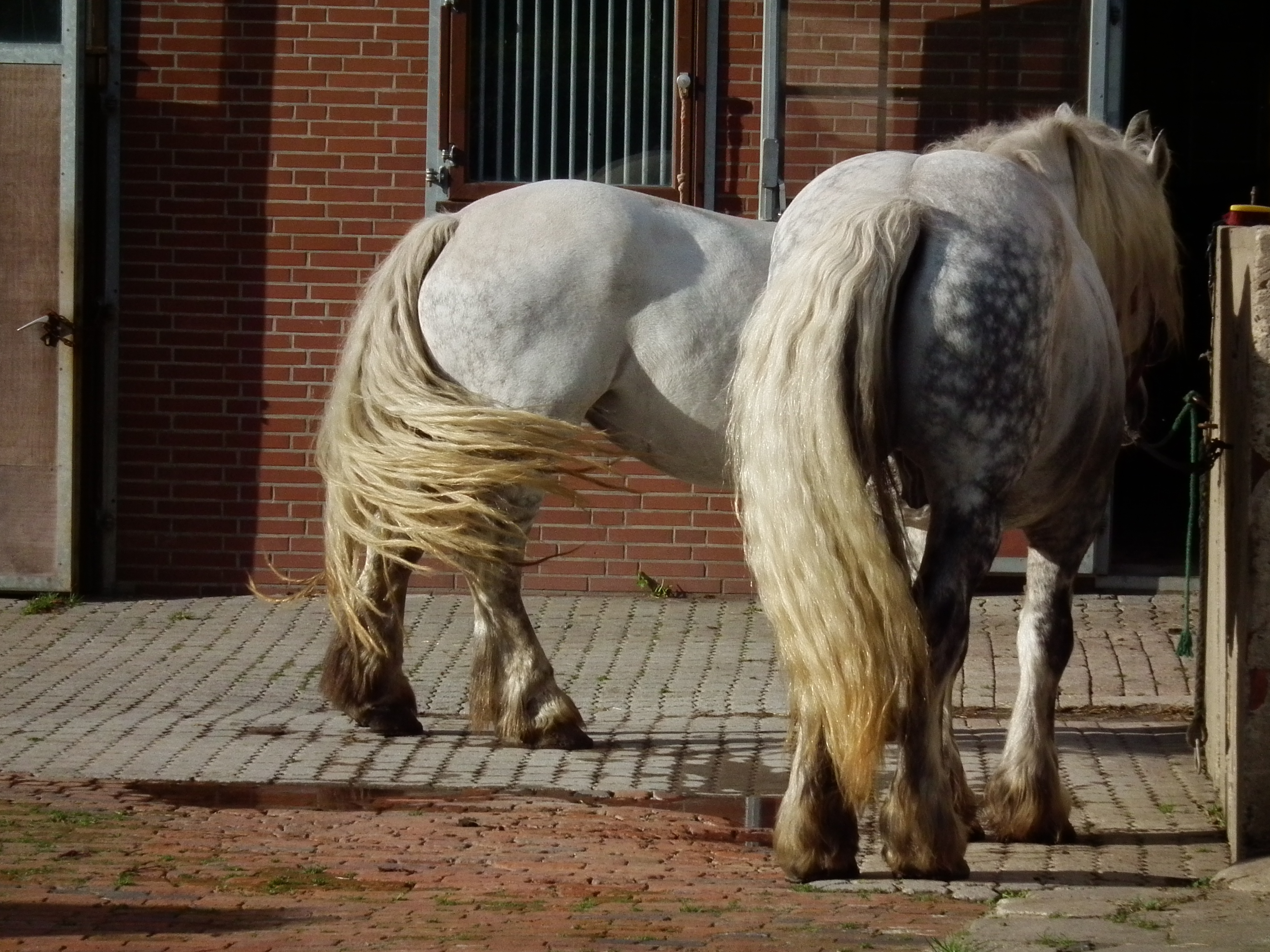
Deux chevaux percherons fouaillant de la queue.

La queue du cheval peut servir à cet animal pour chasser les insectes et communiquer avec ses congénères, en particulier lorsqu'il ressent un inconfort. Il existe diverses manières de la toiletter. L'ablation de la queue du cheval se nomme caudectomie.

## Rôle de la queue

### Dans le comportement du cheval
Pour exprimer sa soumission, le cheval place sa queue entre les jambes, et prend une posture qui le fait paraître le plus petit possible.

#### Ouvrages généraux
- [Fraser 2010] (en) Andrew Ferguson Fraser, The Behaviour and Welfare of the Horse, CABI, 2010 (ISBN 978-1-84593-629-7, lire en ligne)
- [Leblanc 2019] Michel-Antoine Leblanc, Comment pensent les chevaux ?, Paris, Éditions Vigot-Maloine, août 2019, 194 p. (ISBN 978-2-7114-2568-6).
- [Leblanc et Bouissou 2021] Michel-Antoine Leblanc et Marie-France Bouissou (préf. Bertrand L. Deputte, ill. Frédéric Chéhu), Cheval, qui es-tu ?, Paris, Vigot frères, août 2021 (ISBN 978-2-7114-2625-6).
- [Neugebauer et Neugebauer 2012] Gerry M. Neugebauer et Julia Karen Neugebauer, Le comportement du cheval, Paris, Delachaux et Niestlé, octobre 2012, 315 p. (ISBN 2-603-01847-7, OCLC 816649477).
- [Zeitler-Feicht 2003] (en) Margit Zeitler-Feicht, Horse Behaviour Explained: Origins, Treatment and Prevention of Problems, CRC Press, 1er décembre 2003 (ISBN 978-1-4822-2113-8, lire en ligne)

#### Articles
- [Tozzini 2003] (en) S. Tozzini, « Hair today, gone tomorrow: equine cosmetic crimes and other tails of woe », Animal Law Review,‎ 2003, p. 159-181 (lire en ligne).